# Llano La Soledad
El Llano La Soledad es una llanura y una Área natural protegida estatal en el municipio de Galeana, estado de Nuevo León, México; en la cual se encuentra la mayor colonia de perrito llanero mexicano Cynomys mexicanus.

## Clima
La temperatura media anual es de 20 °C, el mes más caluroso es junio con temperatura promedio de 28 °C y el más frío es enero con 12 °C. La precipitación media anual es de 655 milímetros, el mes más húmedo es septiembre con un promedio de 183 mm de precipitación y el más seco es marzo con 19 mm de precipitación.

## Conservación
La pérdida de hábitat por actividades agrícolas es la principal amenaza para el perrito llanero mexicano Cynomys mexicanus que forma parte de la familia de los esciúridos, familia que incluye también a las marmotas. En 2002, el Gobierno del Estado de Nuevo León decretó las Zonas Sujetas a Conservación Ecológica La Trinidad, La Hediondilla y Llano La Soledad, en las que se encuentran las colonias más extensas de Cynomys mexicanus; con la finalidad de proteger al perrito llanero mexicano, su hábitat y su ecosistema en el Estado de Nuevo León. Según el texto de la declaración:
ARTÍCULO PRIMERO. - Por ser de interés público se declaran como Áreas Naturales Protegidas, con el carácter de Zonas Sujetas a Conservación Ecológica, con una superficie total de 15,271.595 Hectáreas (Quince mil doscientos setenta y un hectáreas y quinientos noventa y cinco centiáreas) los 3 lugares conocidos como: “LA TRINIDAD”, “LLANO LA SOLEDAD” y “LA HEDIONDILLA”, ubicadas en el Municipio de Galeana, Nuevo León, con las siguientes características: Sistema Ecológico Matorral Xerófilo y Tipo de Vegetación Pastizal Halófito. La Fauna característica de los lugares son: perrito llanero (Cynomys mexicanus), chorlo llanero (Charadrius montanus), águila real (Aquila chrysaetos), aguililla real (Buteo regalis), tecolote llanero (Athene cunicularia), zarapito pico de Worthen (Spizella wortbeni), zacatonero de Botteri (Aimophila botterii), gorrión sabanero (Passerculus sandwichensis), zorra del desierto (Vulpes macrotis), tlalcoyote (Taxidea taxus); con el uso predominante de conservación.

## Flora y fauna
El Llano la Soledad forma parte de un complejo de pastizales con colonias de perrito llanero mexicano, distribuidas en la convergencia de los estados de Coahuila, Nuevo León, San Luis Potosí y Zacatecas. Los pastizales de esta región albergan concentraciones de varias aves del pastizal; incluyendo algunas muy vulnerables como el Chorlo llanero Charadrius montanus, Zarapito de pico largo Numenius americanus y Zarapito ganga Bartramia longicauda.